# Eladio Rojas
Eladio Alberto Rojas Díaz (8. november 1934 - 13. januar 1991) var en chilensk fodboldspiller (midtbane).
Rojas spillede for henholdsvis Everton og Colo-Colo i hjemlandet samt River Plate i Argentina. Længst tid tilbragte han hos Everton, hvor han spillede i samlet ti sæsoner, fordelt på to ophold.
Rojas spillede desuden 27 kampe og scorede tre mål for det chilenske landshold. Han var en del af det chilenske hold, der vandt bronze ved VM i 1962 på hjemmebane. Her spillede han samtlige holdets seks kampe i turneringen, og blev blandt andet matchvinder i sidste minut i bronzekampen mod Jugoslavien.